# 上默切舒鄉
43°55′N 23°42′E / 43.917°N 23.700°E
上默切舒鄉（羅馬尼亞語：Comuna Măceșu de Sus, Dolj），是羅馬尼亞的鄉份，位於該國西南部，由多爾日縣負責管轄，處於布加勒斯特以西200公里，每年平均降雨量906毫米，海拔高度64米，2007年人口1,484。